# Astra Nova School
L'Astra Nova School, qui succède à Ad Astra, est une école en ligne fondée par Elon Musk au sein de SpaceX. 

## Historique
Ad Astra, qui signifie « Vers les étoiles », est fondée en 2014 par Elon Musk et  Josh Dahn au sein de SpaceX à Hawthorne en Californie. L'enseignement privilégie les sciences, les mathématiques, l’ingénierie et l’éthique mais il n'existe pas de cours de sport, de musique et de langues étrangères, Musk considérant que les dispositifs de traduction automatique seront suffisants à l'avenir. L'école accueille essentiellement les enfants d'Elon Musk dont sa fille ainée Vivian Jenna Wilson et des employés de SpaceX,. Pour Elon Musk, l’enjeu éducatif n'est pas de donner des notes aux enfants mais de développer leurs « aptitudes et capacités ».
À partir de 2020, avec la pandémie de Covid-19, les locaux d'enseignement sont fermés et les cours de l'école sont donnés en distanciel,. 
En 2023, le Wall Street Journal annonce qu’Elon Musk étudie la possibilité d'ouvrir une école Montessori à Bastrop près d'Austin capitale de l'État du Texas. En 2024, sous le nom d'Astra Nova, l'école s'implante effectivement à Bastrop,. Elle est à but non lucratif et est décrite sur son site Web, comme « une école en ligne expérimentale pour les enfants gentils, indépendants et chéris, âgés de 10 à 14 ans ».

## À voir